# Running on Air
A Running on Air egy dal, amit az osztrák Nathan Trent írt és adott elő. A dalt eredetileg 2017. február 28-án tervezték bemutatni, de február 26-án már elérhető volt a Spotifyon és YouTube-on is. Ez a dal képviselte Ausztriát a 2017-es Eurovíziós Dalfesztiválon.
Trent Fino a che volerò címmel elkészítette a dal olasz változatát is. Vincent Bueno segítségével megcsinálták a dal spanyol változatát, mely az Aire címet viseli.

## Eurovíziós Dalfesztivál
2016. december 19-én jelentették be, hogy Trent képviseli Ausztriát a 2017-es Eurovíziós Dalfesztiválon. Mivel őt már korábban meghívták a német válogatóba is, ott vissza kellett lépnie. 2017. február 26-án jelentették be, hogy a Running on Air című dalt fogja énekelni az Eurovíziós Dalfesztiválon.
A dalt az Eurovíziós Dalfesztiválon először a május 11-i második elődöntőben adta elő, fellépési sorrendben másodikként a Szerbiát képviselő Tijana Bogićević In Too Deep című dala után, és a Macedóniát képviselő Jana Burčeska Dance Alone című dala előtt. Az elődöntőből a hetedik helyen jutott tovább a május 13-i döntőbe, ahol fellépési sorrendben negyedikként lépett fel a Fehéroroszországot képviselő Naviband Story of My Life című dala után, és az Örményországot képviselő Artsvik Fly with Me című dala előtt. A pontozás során a zsűri szavazáson összesítésben a tizenegyedik helyen végzett 93 ponttal (Bulgáriától maximális pontszámot kapott), míg a nézői szavazáson a huszonhatodik, utolsó helyen végzett 0 ponttal, így összesítésben 93 ponttal a verseny tizenhatodik helyezettje lett.
A következő osztrák induló Cesár Sampson Nobody but You című dala volt a 2018-as Eurovíziós Dalfesztiválon.

## Számlista
| 1. | Running on Air | 2:48 |

| #  | Cím                                      | Hossz |
| -- | ---------------------------------------- | ----- |
| 1. | Running on Air (Martin Van Lectro Remix) | 3:27  |

| 1. | Running on Air (Topanga Rework Remix) | 3:13 |

## Slágerlisták
| Lista (2017)                          | Legjobb helyezés |
| ------------------------------------- | ---------------- |
| Ausztria (Ö3 Austria Top 40)          | 18               |
| Hollandia (Dutch Single Tip)          | 28               |
| Sweden Heatseeker (Sverigetopplistan) | 4                |

## Kiadástörténet
| Régió       | Dátum             | Formátum           | Kiadó          |
| ----------- | ----------------- | ------------------ | -------------- |
| Világszerte | 2017. február 16. | Digitális letöltés | ORF-Enterprise |